# Sarò Franco
Sarò Franco è l'unico 33 giri inciso da Franco Franchi senza Ciccio Ingrassia, pubblicato nel 1978.
Fu finanziato dalla RCA Italiana, prendendo spunto dalle canzoni che l'artista interpretava nel programma televisivo Buonasera con... Franco Franchi trasmesso dalla Rai.

## Tracce

### Lato A
1. Skate Board
2. Torno in patria e così sia
3. Sarò Franco
4. Chiangi u signuri
5. Sto figlio d'Allah
6. Freddo

### Lato B
1. Frankcollection